# ヤン・ヤンスゾーン
ヤン・ヤンスゾーン・ファン・ハールレム (オランダ語: Jan Janszoon van Haarlem　1570年ごろ - 1641年以降) は、オランダ出身でバルバリア海岸を中心に活躍した海賊。1618年にムーア人海賊に捕らえられて以降ムラト・レイース (アラビア語: مراد رايس) と名乗り、もっとも著名なバルバリア海賊となった。なおオスマン帝国に所属した別のムラト・レイースと区別するため小ムラト・レイース（英語: Murat Reis the Younger）と呼ばれることも多い。他のバルバリア海賊やモリスコと協力してサレ共和国の建国に携わり、初代大統領・大提督となった。またオウアリディア（現モロッコ）の長官にもなった。

## 生涯

### 前半生
1575年、ヤン・ヤンスゾーンはホラントのハールレムに生まれた。その7年前にオランダ独立派とスペイン帝国フェリペ2世の間で八十年戦争が勃発しており、ヤン・ヤンスゾーンが生まれた時にはハールレムはスペインの占領下にあった。この状況が後にスペインと闘い続けるヤン・ヤンスゾーンの生涯に大きな影響を与えた。1595年にHe married Soutgen Cave in 1595 and had two children with her, Edward and Lysbeth. 
彼女の死後、1600年ごろにマルガリータというカタルヘナのムーア人女性と結婚し、3人の息子と1人の娘をもうけた。その中の2人目の男子が、ニューネーデルラント入植者の一人アントニー・ヤンスゾーンである。

### オランダの私掠船長として
1600年、ヤンスゾーンはハールレムを母港として周辺海域からスペイン船を駆逐する私掠船長として活動し始めた。さらには活動の範囲を広げ、北アフリカのバルバリア海岸も拠点とするようになった。時と場合に応じて彼はオランダの国旗やオスマン帝国の半月旗、その他さまざまな旗を使い分けた。この時期に、彼はオランダにいる家族から絶縁された。

### 虜囚、バルバリア海賊へ

ヤンスゾーンは、ポラッカを用いて広範囲で活動したと考えられている。この船は75人の船員を載せ、24門のカノン砲で武装していた。

1618年、ヤンスゾーンはカナリア諸島のランサローテ島でバルバリア海賊に捕らえられてアルジェに連行され、ここで「トルコ人となった」。これ以降、彼はトルコ海賊風に「ムラト・レイース」と名乗るようになった。同時に彼はムスリムとなったが、歴史家の中にはこの改宗が強制的なものだったと推測する者もいる。しかし一方で、その後のヤンスゾーンは同僚のキリスト教徒にイスラームへの改宗を強く勧める熱心な宣教師になっていた。この頃、オスマン帝国はバルバリア海岸を緩い影響下に置くとともに、この地域のムーア人海賊を積極的に支援し、対立するキリスト教国を攻撃させていた。改宗後のヤンスゾーンもこのコルセア海賊の一員として、スレイマン・レイースと組んで地中海で活動した。このスレイマン・レイース（スレメン・レイース）という人物も元はサロモ・ドゥ・フェーンブールという名のオランダ人であり、ヤンスゾーン以前に捕らえられてムスリムとなることを選んだ者だった。彼らの元にはゼイメン・ダンゼケルがついていた。しかしヤンスゾーンらは、拠点としていたアルジェがキリスト教諸国と和平を結んでしまったため、活動の場を失った。1619年にスレイマン・レイースが大砲の弾に当たり戦死すると、ヤンスゾーンは大西洋岸のサレに移り、独立したバルバリア海賊として活動し始めた。

### サレ共和国

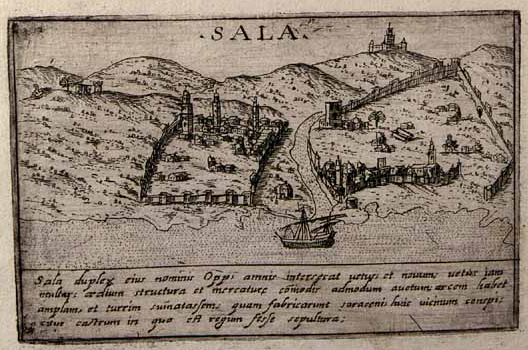
1600年代のサレ

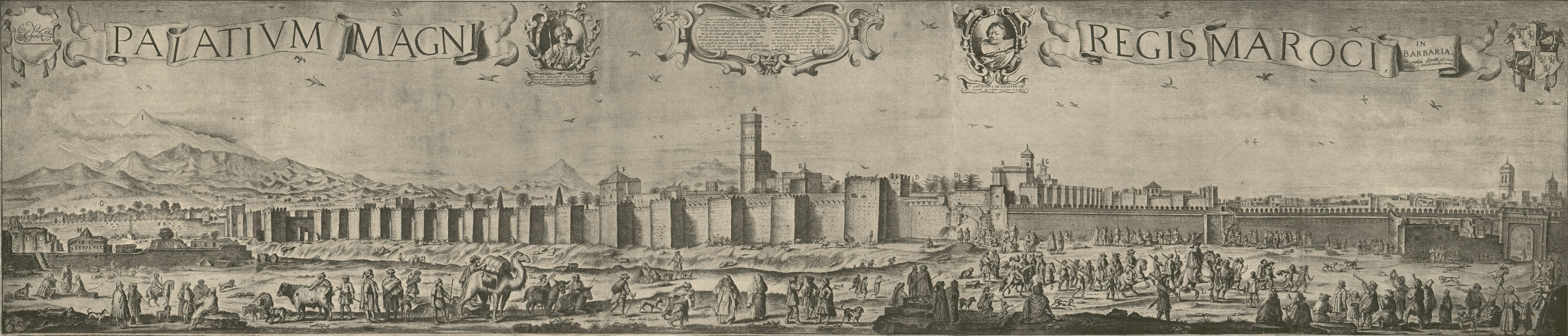
マラケシュとエルバディ宮殿の城壁 （アドリアーン・マータム画, 1640年）

1619年、サレのバルバリア海賊たちは、スルタンの支配を受けない独立共和国「サレ共和国」の建国を宣言した。14人の海賊頭が政府を組織し、その中でヤンスゾーンは大統領および大提督に選出された。とはいえサレの港は入口が浅く狭いため、その海軍は18隻程度の小規模なものだった。 
モロッコのスルタンはサレを包囲したが落とすことができず、サレの半自治を認めた。一般には1624年にスルタンのジダン・アブー・マーリがサレを奪回してヤンスゾーンを長官に任じたとされているが、これは誤りであり、実際にはサレで大統領に選出されたヤンスゾーンをスルタンが承認し、儀礼的に長官に任命しただけである。
ヤンスゾーンの統治下のサレは商業的な繁栄を謳歌した。共和国の収入の軸は海賊業と、そこでの戦利品を用いた貿易だった。ヤンスゾーンはこの海賊の国でリーダーシップを発揮するのに十分な知性と勇気を持ち合わせていた。彼は同じネーデルラント人のマティス・ファン・ボステル・オーステルリンクを従者として雇い、後に自身の副提督とした。
ヤンスゾーンは海賊業や停泊領収入、略奪品貿易などで極めて裕福になった。しかしサレの政治情勢が不安定になってきたため、ヤンスゾーンは1627年末までに密かに家族や活動拠点をアルジェリアに移した。

### 家族からの嘆願
サレ共和国成立期、ヤンスゾーンは新たに背負った共同体運営の仕事に飽き始め、新たな冒険を求め始めた。1622年、彼は特に目的もなく、運試しのためにイギリス海峡へ向かった。北アフリカの政治情勢が混乱していることをよいことに、彼はモロッコの旗を掲げてゼーラントのフェーレに入港し「モロッコの提督」を名乗って外交的特権を要求した。ネーデルラント連邦共和国政府は、モロッコのスルタンとの間にいくつかの平和条約や貿易協定を結んでいたため、ヤンスゾーン率いる2隻の船がフェーレ港に入ってくるのを拒めなかった。ヤンスゾーンの停泊中、ネーデルラント政府はヤンスゾーンの最初の妻や子供たちを港に連れてきて、ヤンスゾーンに海賊業から足を洗うよう説得しようと試みたが、うまくいかなかった。政府が海賊を禁止していたにもかかわらず、ヤンスゾーンらが出航する際には多数のオランダ人の志願者が彼についていった。

### オランダ人捕虜の開放
モロッコにいたころ、ヤンスゾーンは他の海賊に囚われていたオランダ人捕虜の救出に動き、彼らが奴隷として売り飛ばされるのを防いだ。

### マルタ騎士団による虜囚

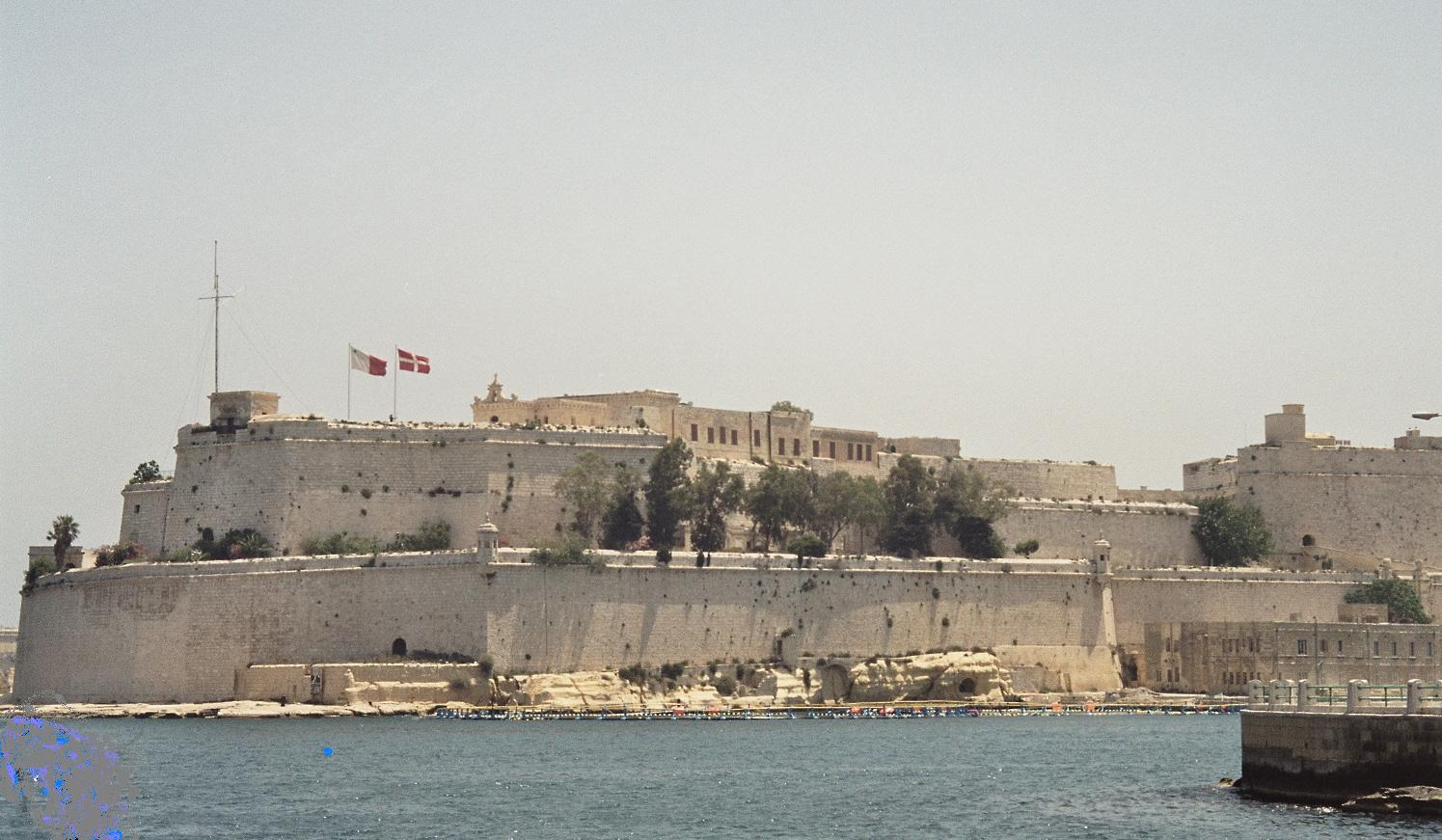
聖アンジェロ砦（バレッタ、マルタ）

1635年、ムラト・レイスはチュニジア沿岸近くの海でマルタ騎士団の船団の奇襲を受け、船員たちとともに捕らえられ、マルタ島の悪名高い真っ暗な牢に投獄された。彼は激しい虐待と拷問を受け、健康を害した。1640年、チュニスのデイが綿密な計画の元にマルタ島を襲撃し、ムラト・レイスら海賊たちの脱走を助けた。

### 1631年のフランス・モロッコ条約
アルジェに滞在していたころ、ヤンスゾーンは複数の言語を操る語学力を生かし、1631年にフランスのルイ13世とモロッコのアブー・マルワン・アブド・アル＝マリク2世との間でフランス・モロッコ条約の締結を仲介した。

### モロッコへの帰還
1640年にモロッコに戻ったヤンスゾーンは、サフィに近いオウアリディアの大要塞の長官に任じられ、マラディア城に住んだ。1640年、新任のオランダ駐モロッコ領事に連れられて、ヤンスゾーンのホラントにいたころの娘リズベット・ヤンスゾーン・ファン・ハールレムが父の元を訪れた。彼女が到着したとき、ヤンスゾーンは「煌びやかなカーペットと絹のクッションのもとに座り、そこら中に召使たちを侍らせていた」。 彼女の目には、ムラト・レイースは弱々しい老人に見えた。リズベットは1641年8月まで父のもとに滞在し、その後ホラントに帰国した。その後のヤンスゾーンの足跡は不明だが、最後は公務からも海賊活動からも手を引いたとされる。彼の死没期は不明である。

## 著名な遠征・襲撃

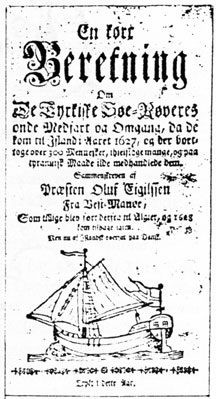
Ólafur Egilsson was captured by Murat Reis the Younger

### ランディ島
1627年、ヤンスゾーンはブリストル海峡のランディ島を占領し、5年にわたってここを遠征の拠点とした。

### グリンダヴィーク
1627年、ヤンスゾーンはアイスランドに遠征し、南西の漁村グリンダヴィークを略奪した。この時彼は捕獲されたデンマーク船の乗組員だったデンマーク人奴隷に案内させていた。獲得物は僅かな塩漬け魚など貧相だったが、12人のアイスランド人と3人のデンマーク人を捕虜とすることに成功した。グリンダヴィークを離れる際、通りかかったデンマーク商人の船を旗の偽装によって襲撃し、捕獲した。
艦隊はデンマークの政庁があるベッサスタージルの襲撃を試みたが、要塞からの砲撃に妨害されているうちに南西アイスランドから精鋭槍騎兵部隊が駆け付けたため、ヤンスゾーンは上陸を断念した。艦隊はサレへ引き返し、捕虜を奴隷として売り飛ばした。
7月4日、ヤンスゾーンについてきた2隻のアルジェ海賊船がアイスランドを襲撃した。さらにヴェストマン諸島に移動し、ここを3日間略奪した。これらの事件は、アイスランドでは「トルコによる拉致」（アイスランド語: Tyrkjaránið)) として知られている（当時のバルバリア海賊の拠点がオスマン帝国の支配領域にあったため）。
この時奴隷にされ、コルセア船に載せられたアイスランド人が後に残した証言によれば、女性や子供の扱いはひどくなく、船尾甲板を除けば船内を自由に動き回ることができた。海賊が自分の食料を子供たちに余分に与えることもあった。ある女性が船上で出産した際には、その女性のプライバシーは守られ十分な衣服も与えられた。男性は貨物室に押し込められたが、陸地から十分に離れた後には鎖を解かれた。このアイスランド人たちは、捕虜に対する性的暴行があったという証言はしていない。グズリーズ・シーモナルドッティルなど数人の捕虜がアイスランドに帰還できたことが知られている。

### ボルティモア
2か月の間、大きな成果を挙げられずにいたヤンスゾーンは、カトリック教徒のジョン・ハケットという捕虜に略奪の適地を聞いた。彼が襲撃を勧めたアイルランドのボルティモアは、イングランドがオドンネル党から没収した土地を与えられたプロテスタントが住み着いていた所で、先住のカトリック教徒のアイルランド人と激しく対立していた。1631年6月20日、ヤンスゾーンはボルティモアを襲撃した。略奪品は多くなかったが、108人が捕虜となり、北アフリカで売り飛ばされた。この時ヤンスゾーンは、アイルランド人は解放し、イングランド人だけを捕虜としたと言われている。襲撃後、ハケットは逮捕され絞首刑にかけられた。後に故郷に帰ることができた村人は2人だけだった。

### 地中海での略奪行
ムラト・レイースはバレアレス諸島、コルシカ島、サルデーニャ島、シチリア島南岸を略奪し莫大な富を得た。戦利品は、友人のデイがいるチュニスで売り払うのが常であった。またオランダ人、モリスコ、アラブ人、トルコ人（中にはイェニチェリもいた）を載せてイオニア海を航行し、クレタ島やキプロス島の沿岸でヴェネツィア人と戦闘したことも知られている。

## 結婚と子孫
1596年、ヤンスゾーンはオランダ人の女性（名前不詳）との間にIn 1596, by an unknown Dutch woman, Janszoon's first child was born, Lysbeth Janszoon van Haarlem.
海賊となった後、ヤンスゾーンはカルタヘナの女性と結婚したとみられている。この女性の人物像は各資料で混乱しており、おそらく様々な民族的背景を持つスペインのムーア人であったと考えられる。またその立場も諸説あり、ヤンスゾーンの単なる愛人だったとも、キリスト教徒の貴族の下で働いていたムスリムとも、中には「ムーア人の王女」とする説まである 。この結婚により、アブラハム (1602年生), フィリップ (1604年生), アントニー (1607年生), コルネリス (1608年生)という4人の息子が生まれた。.
1624年、ヤンスゾーンはスルターンのムーレイ・ジデンの娘と3度目の結婚をした。

## 大衆文化
2009年、オランダでヤンスゾーンの海賊としての生涯を元にした演劇『ヤン・ヤンスゾーン　金髪のアラブ人』が上演された。2007年には、ヤンスゾーンをうたった詩『悪い祖父――キャプテン・ムラトのバラッド』が出版された。

## 呼称
ヤンスゾーンは小ムラト・レイースの名を持つほか、オランダ語でもヤン・ヤンセン（Jan Jansen）やヤン・ヤンツ（Jan Jansz）という名を持っていた。海賊としての彼は、モラト・ライース、ムラト・ライース、小ジョン・ワード、床屋のジョン、ジョン船長、ツァイド・モラトなど様々な名で言及されている。また「理髪師」というあだ名でも呼ばれていた。